# Pandanus spathulatus
Espèce
Pandanus spathulatus est une espèce de plantes à fleurs de la famille des Pandanaceae. C'est une espèce de plante endémique de l'île Maurice, mais probablement éteinte à l'état sauvage.

## Description

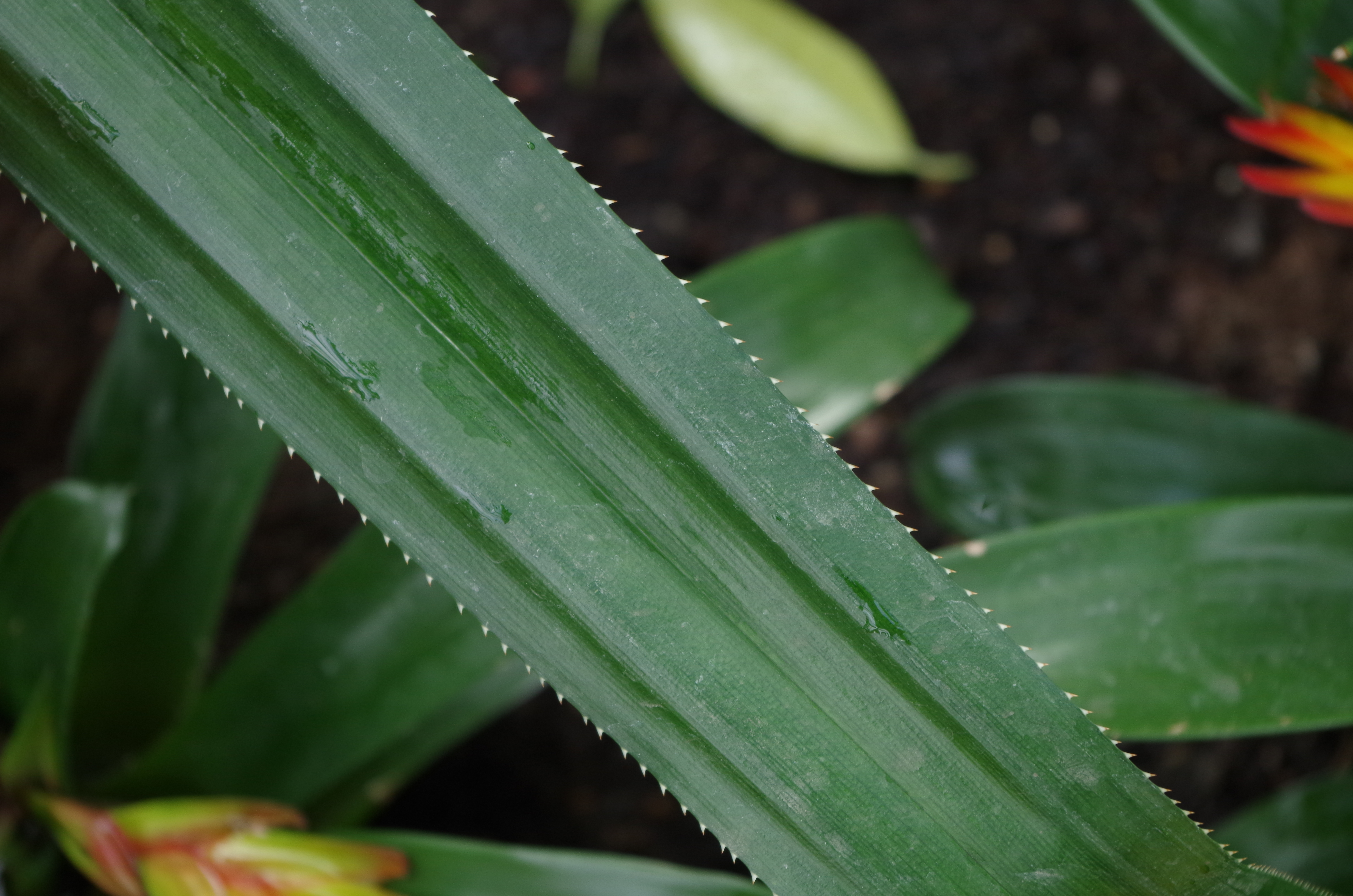
Détail de la feuille.

Cette espèce se distingue par ses capitules, chacun contenant des drupes à deux ou trois loges mesurant 6 à 7 cm x 4 à 5 cm. Les parties exposées des drupes sont pyramidales et présentent des stigmates plats à leur extrémité.

## Répartition et habitat
Elle est endémique de l'île Maurice, où elle était autrefois répandue. Son habitat est aujourd'hui en grande partie détruit.

## Systématique
Le nom correct complet (avec auteur) de ce taxon est Pandanus spathulatus Martelli.

### Étymologie
L'épithète spécifique spathulatus dérive du latin spatula, « battoire, spathe, spatule ».